# Julius Jasaitis
Julius Jasaitis (* 14. Mai 1955 in der Rajongemeinde Tauragė) ist ein litauischer Rechtsanwalt, ehemaliger Richter von Lietuvos Aukščiausiasis Teismas, Verwaltungsjurist, Ombudsman.

## Leben
1978 absolvierte Jasaitis das Diplomstudium der Rechtswissenschaften an der Rechtsfakultät der Universität Vilnius und war von 1978 bis 1983 als Oberjurist des Vorstands für Landwirtschaft des Rajons Marijampolė, danach Juriskonsult bei TSO Marijampolė (1983–1984) und Oberjuriskonsult im Agroindustrieverband Marijampolė (1984–1987) tätig. Von 1987 bis 1992 arbeitete Julius Jasaitis als Richter, von 1992 bis 1993 Vorsitzender am Kreisgericht Radviliškis, von 1993 bis 1994 Richter des Obersten Gerichts Litauens. Von 1994 bis 1999 war er Seimas-Ombudsman und von 1999 bis 2009 Generalinspekteur am Innenministerium Litauens. Seit 2011 ist er Rechtsanwalt bei SPES.

## Publikationen
- Mitautor von „Nusikaltimų aukų socialinė situacija ir teisinė apsauga Lietuvoje“, V., 1999.
- „Ar pareigūnas gali šauti į automobilį“ – „Žmogaus teisių žinios“, 2002, Nr. 7.